# Philippe Léonard
Philippe Léonard (Lieja, Bélgica, 14 de febrero de 1974) es un exfutbolista belga que se desempeñaba como lateral izquierdo y se retiró en 2008 jugando para el Rapid de Bucarest.

## Clubes
| Club              | País         | Año       |
| ----------------- | ------------ | --------- |
| Standard de Lieja | Bélgica      | 1992-1996 |
| AS Mónaco         | Mónaco       | 1996-2005 |
| OGC Niza (cedido) | Francia      | 2004      |
| Standard de Lieja | Bélgica      | 2005-2006 |
| Feyenoord         | Países Bajos | 2006-2007 |
| Rapid de Bucarest | Rumania      | 2008      |

## Palmarés
Standard de Lieja
- Copa de Bélgica: 1993

AS Mónaco
- Ligue 1: 1996-97, 1999-00
- Copa de la Liga de Francia: 2003
- Supercopa de Francia: 1997, 2000